# (471288) 2011 GM27
(471288) 2011 GM27, também escrito como (471288) 2011 GM27, é um objeto transnetuniano que está localizado no Cinturão de Kuiper, uma região do Sistema Solar. Este corpo celeste é classificado como um cubewano. Ele possui uma magnitude absoluta de 5,2 e tem um diâmetro assumido de cerca de 401 km, o que faz dele num candidato com possível chance de aumentar a lista oficial de planetas anões.

## Descoberta
(471288) 2011 GM27 foi descoberto no dia 2 de abril de 2011.

## Órbita
A órbita de (471288) 2011 GM27 tem uma excentricidade de 0,029 e possui um semieixo maior de 43,871 UA. O seu periélio leva o mesmo a uma distância de 42,577 UA em relação ao Sol e seu afélio a 45,164 UA. Ele tem um parâmetro de Tisserand em relação a Júpiter de 5771.